# Meinhard von Gerkan
Meinhard von Gerkan (* 3. Januar 1935 in Riga; † 30. November 2022 in Hamburg) war ein deutscher Architekt, der mit seinem international tätigen Büro Gerkan, Marg und Partner weltweit Beachtung fand, unter anderem mit seinen Entwürfen für die Flughäfen Berlin-Tegel, Stuttgart, Berlin Brandenburg Willy Brandt (BER), den Berliner Hauptbahnhof sowie die Planstadt Nanhui New City und das Chinesische Nationalmuseum.

## Werdegang

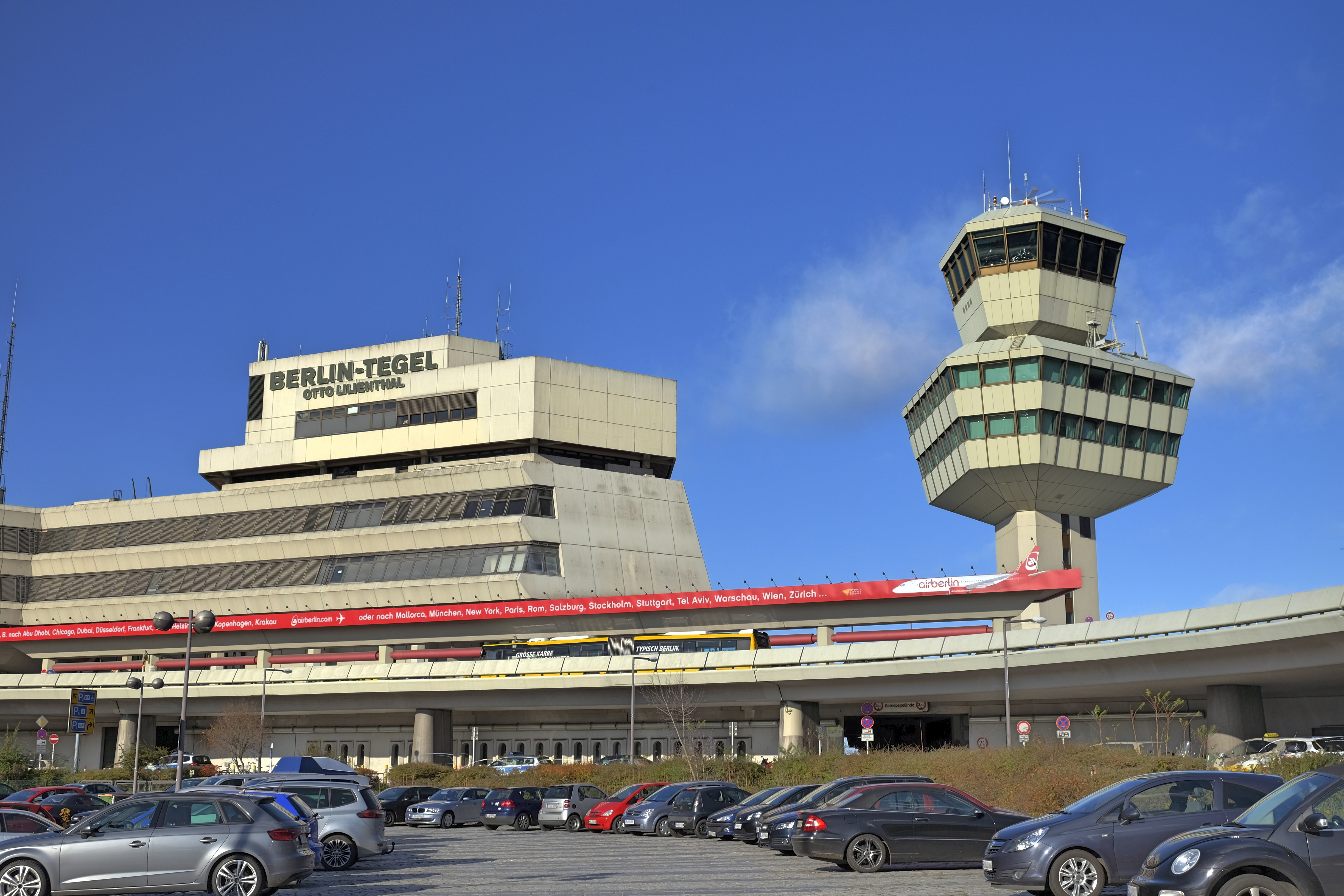
Flughafen Berlin-Tegel

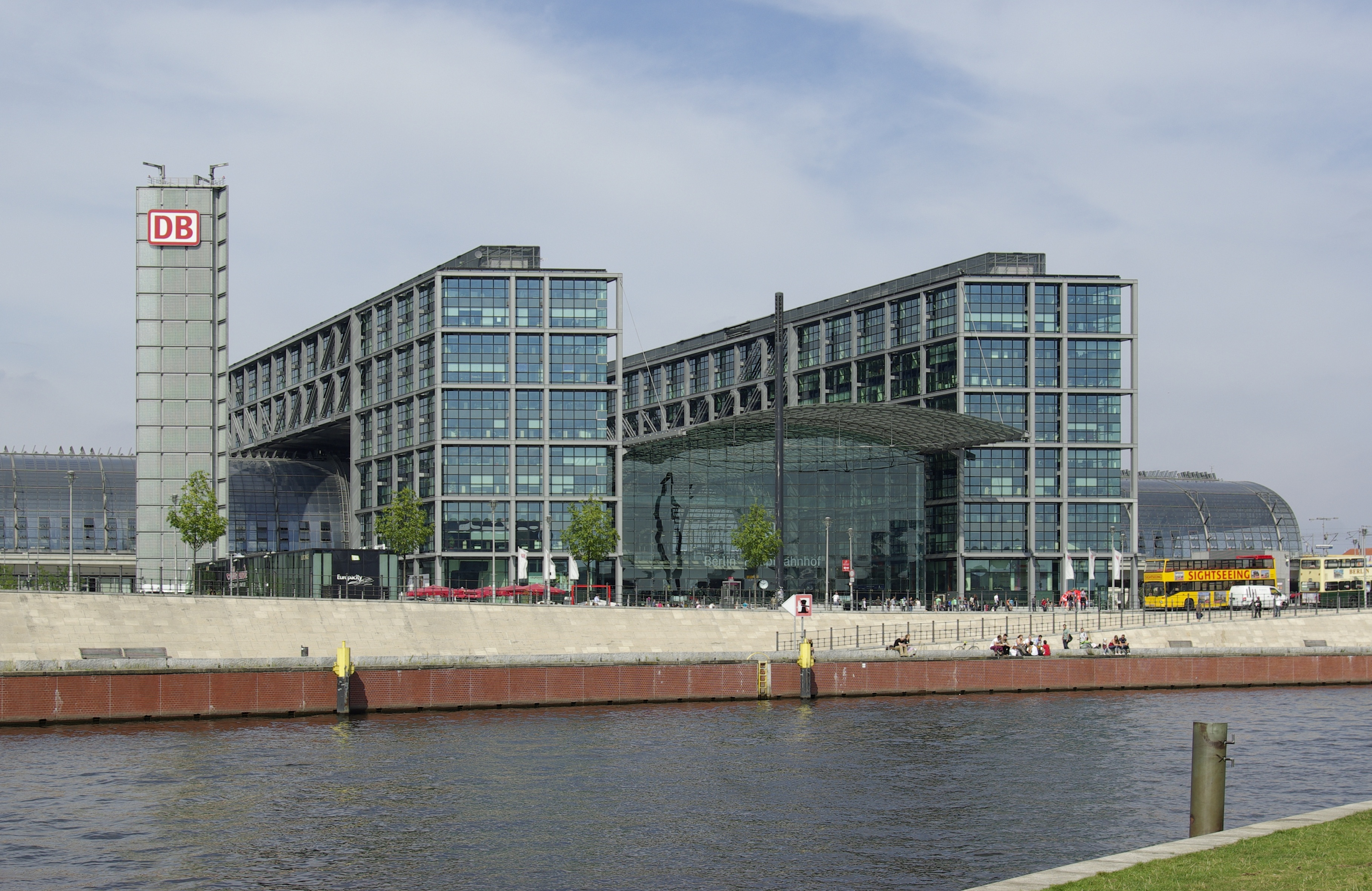
Berlin Hauptbahnhof

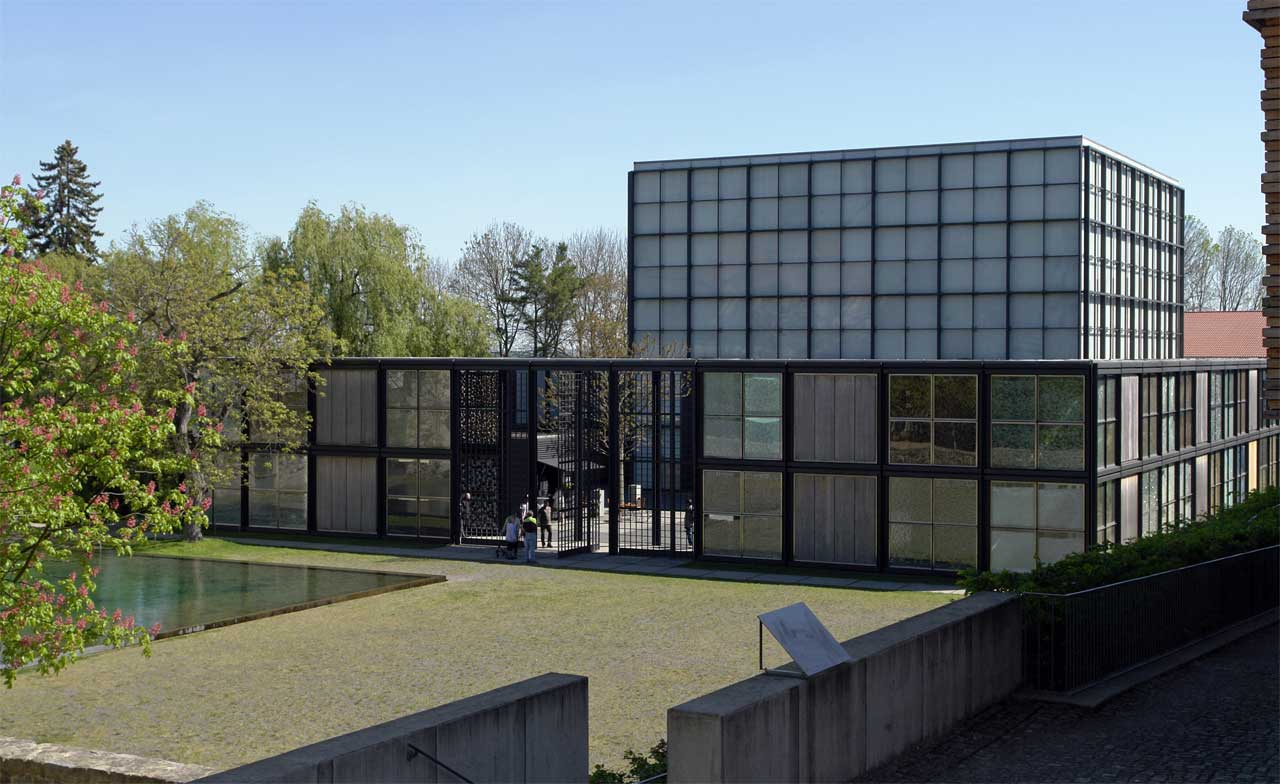
Christus-Pavillon

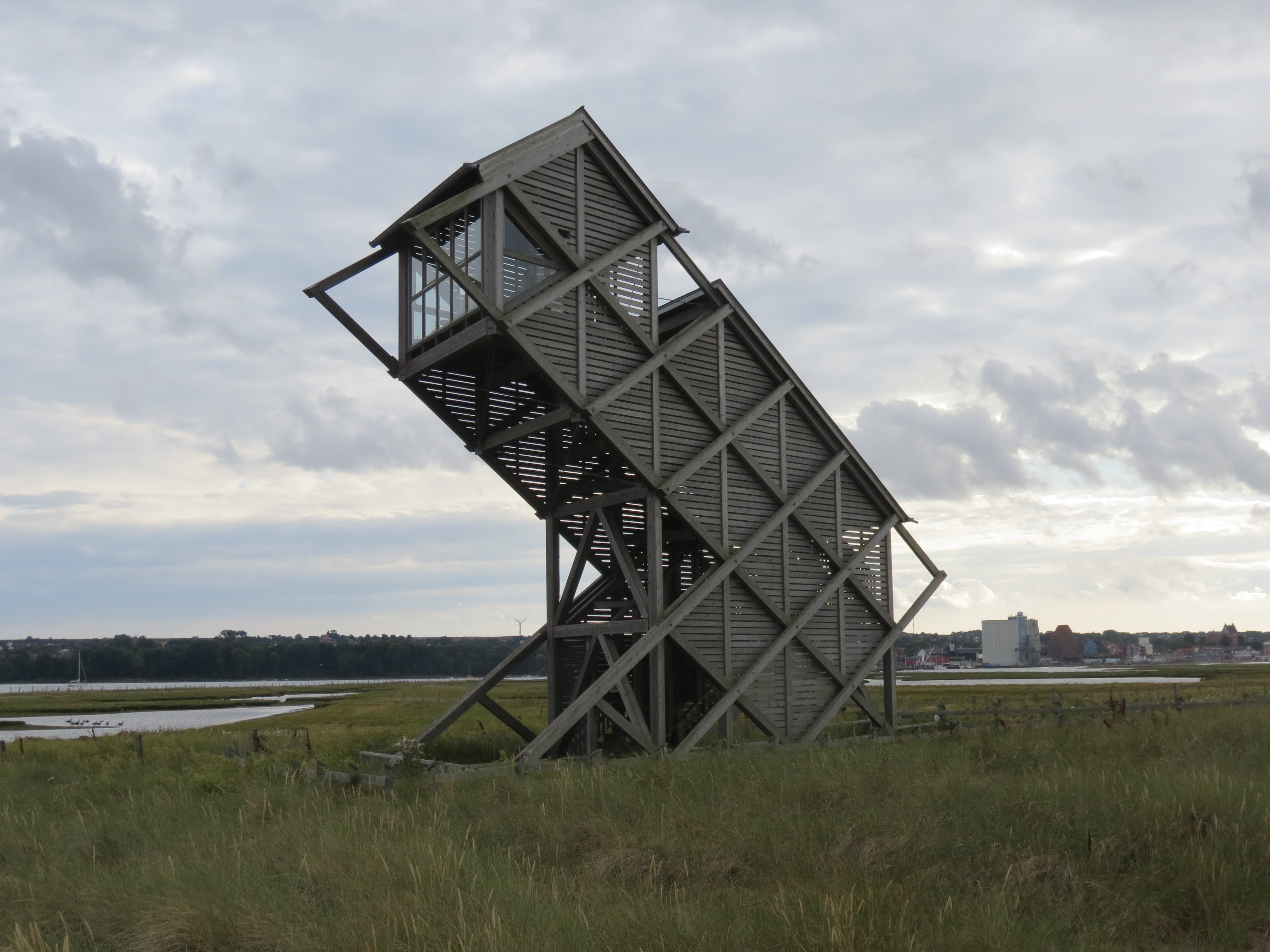
Vogelbeobachtungsturm auf dem Graswarder

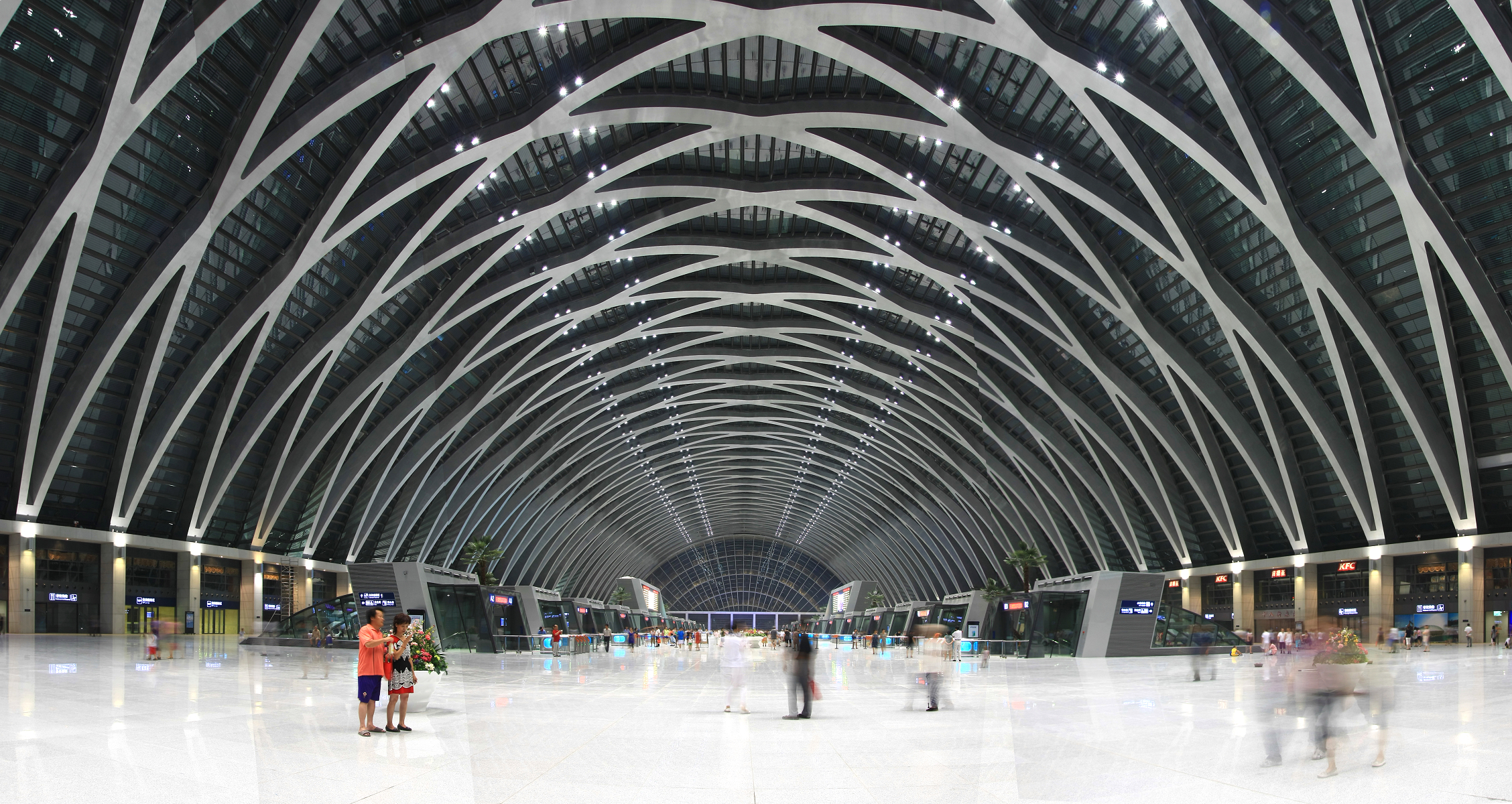
Westbahnhof Tianjin

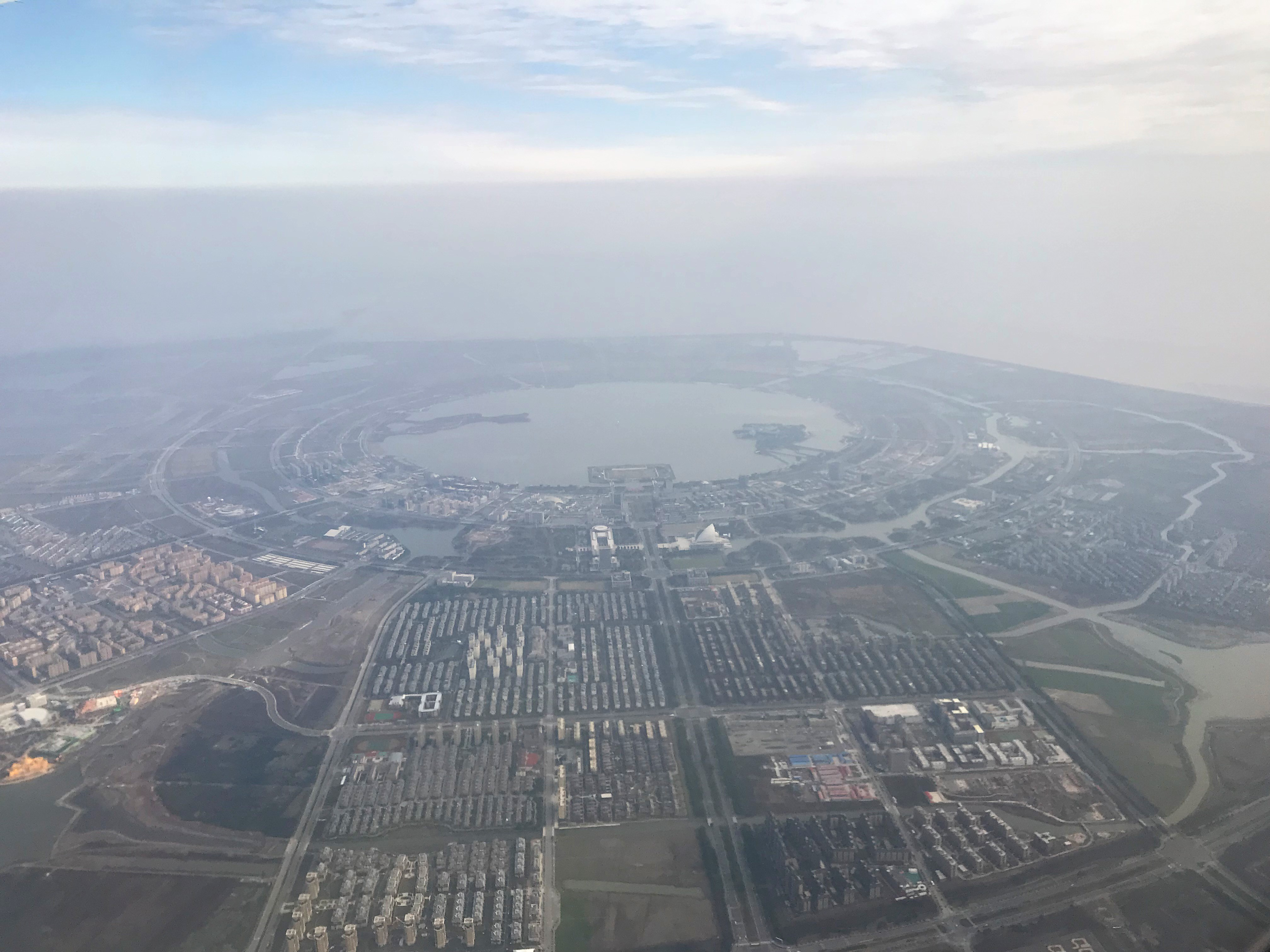
Lingang New City

Meinhard von Gerkan stammte aus einer deutsch-baltischen Familie. Er war mit dem deutsch-baltischen Klassischen Archäologen und Bauforscher Armin von Gerkan verwandt. Sein Vater kam 1942 im Zweiten Weltkrieg als Soldat an der Ostfront um; die Mutter starb kurz nach der Flucht aus Posen. Gerkan wuchs als Pflegekind in Hamburg auf, ab 1949 in einer Pfarrersfamilie. Er besuchte eine Waldorfschule und machte 1955 sein Abitur am Abendgymnasium vor dem Holstentor. Zunächst studierte er Jura und Physik in Hamburg, entschied sich dann aber für ein Architekturstudium in Berlin, wo er seinen späteren Partner Volkwin Marg kennenlernte.
Im Jahr 1964 schloss von Gerkan sein Studium der Architektur an der Technischen Hochschule Braunschweig mit einer Diplomarbeit bei Dieter Oesterlen ab, über ein Fluggast-Abfertigungsgebäude für den zu klein gewordenen Flughafen Hannover-Langenhagen. Im folgenden Jahr 1965 gründete er seine Büropartnerschaft mit Volkwin Marg, die bis heute unter der Firmierung „von Gerkan, Marg und Partner“ (gmp) mit Hauptsitz in Hamburg besteht. Bereits in den ersten beiden Jahren seiner Berufstätigkeit gewann von Gerkan mit seinem Partner acht Architekturwettbewerbe, darunter den für den Entwurf des Flughafens Berlin-Tegel, für dessen Planung das "bislang unbekannte Büro" ca. 50 Jahre später, "für Zurückhaltung der Gestaltung und Zweckdienlichkeit" den Nike-Klassik-Preis des BDA erhielt. Das Büro gmp entwickelte sich in den Folgejahren zu einem der größten deutschen Architekturunternehmen mit über 600 Mitarbeitern.
Im Jahr 1974 folgte von Gerkan dem Ruf auf eine Professur an der TU Braunschweig, wo er den Lehrstuhl von Friedrich Wilhelm Kraemer übernahm und bis 2002 als Institut für Baugestaltung (Abteilung für Gebäudelehre und Entwerfen A) leitete. Im Frühjahr 2000 wurde der Ausstellungspavillon im Innenhof hinter dem Rektoratsgebäude der TU Braunschweig, finanziert aus Mitteln der Stiftung Braunschweigischer Kulturbesitz und durch eine Spende von Meinhard von Gerkan, fertiggestellt. Damit trat "MVG" mit den Mitarbeitern seines Instituts in die Fußstapfen seiner Vorgänger Kraemer und Oesterlen. Auch nach seiner Emeritierung setzte er sich für den zeitgemäßen Erhalt ihrer Bauten ein, zusammen mit der "AG Netzwerk Braunschweiger Schule.
Zu den vom Büro gmp im In- und Ausland realisierten Entwürfen zählen Berlin-Tegel, als Flughafen der kurzen Wege, die Erweiterungen der Flughäfen Hamburg-Fuhlsbüttel und Stuttgart, der neue Berliner Hauptbahnhof (nahe dem ehemaligen Lehrter Stadtbahnhof) sowie der Umbau des Berliner Olympiastadions. Seit der Jahrtausendwende befasst sich das Büro gmp auch intensiv mit Planungen in China. So wurde dort die Planstadt Lingang New City nicht nur entworfen, sondern seit 2003 auch in die Realität umgesetzt.
Meinhard von Gerkan war Mitglied der Freien Akademie der Künste Hamburg und Präsident der von ihm zusammen mit seinen Büropartnern initiierten Academy for Architectural Culture.
Er hatte Kinder aus zwei Ehen, Florence und Manon von Gerkan aus erster Ehe sowie aus zweiter Ehe mit Sabine von Gerkan die Kinder Arved, Alisa und Julian. Meinhard von Gerkan starb am 30. November 2022 im Alter von 87 Jahren in Hamburg. Er wohnte in einem "Würfelgebäude" neben dem gmp-Büro-Hauptsitz und dem "Architektursalon" an der Elbchaussee und auf der Halbinsel Graswarder, wo er in den 1960er Jahren eines der wenigen Häuser gekauft hatte.
Von Gerkan galt „als einer der einflussreichsten Architekten der Welt“ und wurde auch als „bekanntester deutscher Architekt“ bezeichnet.

## Entwürfe (Auswahl)
- Neues Tempodrom Berlin
- Stadthalle Bielefeld
- Flughafen Stuttgart Terminal 1, 2 und 3
- Hotel am Hillmannplatz in Bremen (1985)
- Parkhaus Hillmannplatz in Bremen (1985)
- Musik- und Kongresshalle Lübeck
- Germanischer Lloyd Hamburg
- Deutsch-Japanisches Zentrum Hamburg
- Jumbohalle Flughafen Hamburg in Hamburg-Fuhlsbüttel
- Innendesign des Zuges Metropolitan
- Berliner Hauptbahnhof
- Hamburger Flughafen
- Flughafen Tegel
- Flughafen Moskau-Scheremetjewo
- Christus-Pavillon Volkenroda
- Spielbank Bad Steben
- Lingang New City bei Shanghai, China
- Flughafen Berlin Brandenburg Willy Brandt (BER), Berlin
- Chinesisches Nationalmuseum, Peking, China
- Tianjin Westbahnhof, Tianjin, China
- Hanoi Museum, Hanoi, Vietnam[19]
- Hauptgebäude der TUHH, Hamburg[20]

## Auszeichnungen und Ehrungen
- 1982 – Berufung in das Kuratorium der Jürgen-Ponto-Stiftung, Frankfurt am Main
- 1995 – American Institute of Architects (USA), Ehrenmitglied
- 2000 – Ehrenauszeichnung der Mexikanischen Architektenkammer
- 2000 – Fritz-Schumacher-Preis der Alfred Töpfer Stiftung F.V.S.
- 2002 – Außerordentliches Mitglied der Berlin-Brandenburgischen Akademie der Wissenschaften
- 2002 – Ehrendoktorwürde des Fachbereichs Evangelische Theologie der Philipps-Universität Marburg
- 2002 – Komtur des rumänischen Treudienst-Ordens
- 2004 – Konvent-Präsidiumsmitglied der Bundesstiftung Baukultur, Berlin
- 2005 – Verleihung der Plakette der Freien Akademie der Künste in Hamburg
- 2005 – Großer Preis des Bundes Deutscher Architekten (BDA)
- 2005 – Ehrendoktorwürde der taiwanesischen Chung Yuan Universität in Chung Li
- 2009 – Verdienstorden der Bundesrepublik Deutschland (Verdienstkreuz 1. Klasse)
- 2013 – ULI Germany Leadership Award
- 2016 – BDA Hamburg Baukultur Preis 2016 (zusammen mit Volkwin Marg)[21]
- 2019 – Liang-Sicheng-Preis der Architectural Society of China (ASC)[22]
- 2021 – Verdienstorden der Republik Lettland[23]

## Vorträge
- 2007: Kunstverein Ingolstadt[24]

## Schriften
- Die Verantwortung des Architekten. Bedingungen für die gebaute Umwelt. Deutsche Verlags-Anstalt, Stuttgart 1982, ISBN 3-421-02584-3.
- Alltagsarchitektur: Gestalt und Ungestalt. Bauverlag, Wiesbaden, Berlin 1987, ISBN 3-7625-2449-1.
- Architektur im Dialog. Texte zur Architekturpraxis. Ernst & Sohn, Berlin 1995, ISBN 3-433-02881-8.
- Black Box BER. Vom Flughafen Berlin Brandenburg und anderen Großbaustellen. Wie Deutschland seine Zukunft verbaut. Quadriga, Berlin 2013, ISBN 978-3-86995-060-0.

## Filme
- Gero von Boehm fragt Meinhard von Gerkan. Gespräch, Deutschland, 2014, 49:52 Min., Moderation: Gero von Boehm, Produktion: interscience film, Servus TV, Reihe: Close Up, Erstsendung: 5. Februar 2015 bei Servus TV, Inhaltsangabe von interscience, online-Video von Servus TV.

- Chinas neue Musentempel. Dokumentarfilm, Deutschland, 2013, 59:14 Min., Buch und Regie: Ralf Pleger, Produktion: AVE, ZDF, 3sat, Erstsendung: 3. Februar 2013 bei 3sat, Inhaltsangabe von 3sat, darin Gerkan über seinen Opernbau am Jangtsekiang in Chongqing.

- TXL – Berlin Tegel Airport. Kurz-Dokumentarfilm, Deutschland, 2023, 14:00 Min., Regie: Lukas Schmid u. Marek Iwicki, Kamera: Meinhard von Gerkan u. Marek Iwicki, Produktion: gmp Architects (Hamburg), Detlef Jessen-Klingenberg, Heidi Knaut, Sezen Dursun, Amran Salleh.